# Exeristis asynopta
Exeristis asynopta är en fjärilsart som beskrevs av Willie Horace Thomas Tams 1935. Exeristis asynopta ingår i släktet Exeristis och familjen Crambidae. Inga underarter finns listade i Catalogue of Life.